# Đại tướng Công an nhân dân Việt Nam
Đại tướng Công an nhân dân Việt Nam là cấp bậc cao cấp nhất trong Công an nhân dân Việt Nam với cấp hiệu 4 ngôi sao vàng. Theo quy định pháp luật Việt Nam hiện hành, Chủ tịch nước đồng thời là Chủ tịch Hội đồng Quốc phòng và An ninh phong, thăng, giáng, tước cấp bậc hàm này..

## Tổng quan
Cấp bậc Đại tướng Công an nhân dân Việt Nam lần đầu tiên được quy định bởi Nghị định 331/TTG ngày 1 tháng 9 năm 1959, quy định hệ thống cấp bậc Công an nhân dân Vũ trang (nay là Bộ đội Biên phòng Việt Nam).
Ba năm sau, Pháp lệnh 34/LCT ngày 20 tháng 7 năm 1962 quy định thêm hệ thống cấp bậc Cảnh sát nhân dân. Tuy nhiên, trong suốt một thời gian dài không có cá nhân nào được phong hàm cấp bậc này. Mãi đến năm 1989, Bộ trưởng Bộ Nội vụ Mai Chí Thọ mới trở thành người đầu tiên được phong hàm cấp bậc này không qua các cấp bậc trung gian và ông cũng là Đại tướng đầu tiên của Công an nhân dân Việt Nam.
Tính đến ngày 20 tháng 10 năm 2024, Công an nhân dân Việt Nam đã có 5 sĩ quan được phong quân hàm Đại tướng.
Có 2 sĩ quan được phong thẳng quân hàm Đại tướng Công an không qua các cấp trung gian là: Mai Chí Thọ (1989) và Lê Hồng Anh (2005).
Theo Luật Công an nhân dân (sửa đổi) năm 2018, số lượng Đại tướng Công an nhân dân là duy nhất 1 người - Bộ trưởng Bộ Công an Việt Nam.

## Danh sách Đại tướng Công an nhân dân Việt Nam đương nhiệm
| TT | Chân dung          | Thông tin | Thông tin       | Chức vụ cao nhất trong Nhà nước        | Chức vụ cao nhất trong Đảng Cộng sản Việt Nam                                   | Ghi chú                                  |
| -- | ------------------ | --------- | --------------- | -------------------------------------- | ------------------------------------------------------------------------------- | ---------------------------------------- |
| 1  |                    | Họ tên    | Tô Lâm          | - Chủ tịch nước - Bộ trưởng Bộ Công an | - Tổng Bí thư Ban Chấp hành Trung ương Đảng - Bí thư Đảng ủy Công an Trung ương | - Thượng tướng (2014) - Đại tướng (2019) |
| 1  | Quê quán           | Hưng Yên  |                 | - Chủ tịch nước - Bộ trưởng Bộ Công an | - Tổng Bí thư Ban Chấp hành Trung ương Đảng - Bí thư Đảng ủy Công an Trung ương | - Thượng tướng (2014) - Đại tướng (2019) |
| 1  | Năm sinh - Năm mất | 1957 -    |                 | - Chủ tịch nước - Bộ trưởng Bộ Công an | - Tổng Bí thư Ban Chấp hành Trung ương Đảng - Bí thư Đảng ủy Công an Trung ương | - Thượng tướng (2014) - Đại tướng (2019) |
| 1  | Năm thụ phong      | 2019      |                 | - Chủ tịch nước - Bộ trưởng Bộ Công an | - Tổng Bí thư Ban Chấp hành Trung ương Đảng - Bí thư Đảng ủy Công an Trung ương | - Thượng tướng (2014) - Đại tướng (2019) |
| 2  |                    | Họ tên    | Lương Tam Quang | - Bộ trưởng Bộ Công an                 | - Bí thư Đảng ủy Công an Trung ương                                             | - Thượng tướng (2022) - Đại tướng (2024) |
| 2  | Quê quán           | Hưng Yên  |                 | - Bộ trưởng Bộ Công an                 | - Bí thư Đảng ủy Công an Trung ương                                             | - Thượng tướng (2022) - Đại tướng (2024) |
| 2  | Năm sinh - Năm mất | 1965 -    |                 | - Bộ trưởng Bộ Công an                 | - Bí thư Đảng ủy Công an Trung ương                                             | - Thượng tướng (2022) - Đại tướng (2024) |
| 2  | Năm thụ phong      | 2024      |                 | - Bộ trưởng Bộ Công an                 | - Bí thư Đảng ủy Công an Trung ương                                             | - Thượng tướng (2022) - Đại tướng (2024) |

## Danh sách Đại tướng Công an nhân dân Việt Nam qua các thời kỳ
| TT | Chân dung          | Thông tin   | Thông tin       | Chức vụ cao nhất trong Nhà nước                                        | Chức vụ cao nhất trong Đảng Cộng sản Việt Nam                                       | Ghi chú                                                                                         |
| -- | ------------------ | ----------- | --------------- | ---------------------------------------------------------------------- | ----------------------------------------------------------------------------------- | ----------------------------------------------------------------------------------------------- |
| 1  |                    | Họ tên      | Mai Chí Thọ     | - Bộ trưởng Bộ Nội vụ - Chủ tịch Ủy ban Nhân dân Thành phố Hồ Chí Minh | - Ủy viên Bộ Chính trị - Bí thư Thành ủy Thành phố Hồ Chí Minh                      | - Đại tướng đầu tiên của Công an nhân dân Việt Nam - Phong hàm trực tiếp - Huân chương Sao Vàng |
| 1  | Quê quán           | Nam Định    |                 | - Bộ trưởng Bộ Nội vụ - Chủ tịch Ủy ban Nhân dân Thành phố Hồ Chí Minh | - Ủy viên Bộ Chính trị - Bí thư Thành ủy Thành phố Hồ Chí Minh                      | - Đại tướng đầu tiên của Công an nhân dân Việt Nam - Phong hàm trực tiếp - Huân chương Sao Vàng |
| 1  | Năm sinh - Năm mất | 1922 - 2007 |                 | - Bộ trưởng Bộ Nội vụ - Chủ tịch Ủy ban Nhân dân Thành phố Hồ Chí Minh | - Ủy viên Bộ Chính trị - Bí thư Thành ủy Thành phố Hồ Chí Minh                      | - Đại tướng đầu tiên của Công an nhân dân Việt Nam - Phong hàm trực tiếp - Huân chương Sao Vàng |
| 1  | Năm thụ phong      | 1989        |                 | - Bộ trưởng Bộ Nội vụ - Chủ tịch Ủy ban Nhân dân Thành phố Hồ Chí Minh | - Ủy viên Bộ Chính trị - Bí thư Thành ủy Thành phố Hồ Chí Minh                      | - Đại tướng đầu tiên của Công an nhân dân Việt Nam - Phong hàm trực tiếp - Huân chương Sao Vàng |
| 2  |                    | Họ tên      | Lê Hồng Anh     | - Bộ trưởng Bộ Công an                                                 | - Ủy viên Bộ Chính trị - Thường trực Ban Bí thư - Bí thư Đảng ủy Công an Trung ương | - Phong hàm trực tiếp                                                                           |
| 2  | Quê quán           | Kiên Giang  |                 | - Bộ trưởng Bộ Công an                                                 | - Ủy viên Bộ Chính trị - Thường trực Ban Bí thư - Bí thư Đảng ủy Công an Trung ương | - Phong hàm trực tiếp                                                                           |
| 2  | Năm sinh - Năm mất | 1949 -      |                 | - Bộ trưởng Bộ Công an                                                 | - Ủy viên Bộ Chính trị - Thường trực Ban Bí thư - Bí thư Đảng ủy Công an Trung ương | - Phong hàm trực tiếp                                                                           |
| 2  | Năm thụ phong      | 2005        |                 | - Bộ trưởng Bộ Công an                                                 | - Ủy viên Bộ Chính trị - Thường trực Ban Bí thư - Bí thư Đảng ủy Công an Trung ương | - Phong hàm trực tiếp                                                                           |
| 3  |                    | Họ tên      | Trần Đại Quang  | - Chủ tịch nước - Bộ trưởng Bộ Công an                                 | - Ủy viên Bộ Chính trị - Bí thư Đảng ủy Công an Trung ương                          | - Thăng quân hàm từ Thượng tướng lên Đại tướng trong vòng 1 năm                                 |
| 3  | Quê quán           | Ninh Bình   |                 | - Chủ tịch nước - Bộ trưởng Bộ Công an                                 | - Ủy viên Bộ Chính trị - Bí thư Đảng ủy Công an Trung ương                          | - Thăng quân hàm từ Thượng tướng lên Đại tướng trong vòng 1 năm                                 |
| 3  | Năm sinh - Năm mất | 1956 - 2018 |                 | - Chủ tịch nước - Bộ trưởng Bộ Công an                                 | - Ủy viên Bộ Chính trị - Bí thư Đảng ủy Công an Trung ương                          | - Thăng quân hàm từ Thượng tướng lên Đại tướng trong vòng 1 năm                                 |
| 3  | Năm thụ phong      | 2012        |                 | - Chủ tịch nước - Bộ trưởng Bộ Công an                                 | - Ủy viên Bộ Chính trị - Bí thư Đảng ủy Công an Trung ương                          | - Thăng quân hàm từ Thượng tướng lên Đại tướng trong vòng 1 năm                                 |
| 4  |                    | Họ tên      | Tô Lâm          | - Chủ tịch nước - Bộ trưởng Bộ Công an                                 | - Tổng Bí thư Ban Chấp hành Trung ương Đảng - Bí thư Đảng ủy Công an Trung ương     |                                                                                                 |
| 4  | Quê quán           | Hưng Yên    |                 | - Chủ tịch nước - Bộ trưởng Bộ Công an                                 | - Tổng Bí thư Ban Chấp hành Trung ương Đảng - Bí thư Đảng ủy Công an Trung ương     |                                                                                                 |
| 4  | Năm sinh - Năm mất | 1957 -      |                 | - Chủ tịch nước - Bộ trưởng Bộ Công an                                 | - Tổng Bí thư Ban Chấp hành Trung ương Đảng - Bí thư Đảng ủy Công an Trung ương     |                                                                                                 |
| 4  | Năm thụ phong      | 2019        |                 | - Chủ tịch nước - Bộ trưởng Bộ Công an                                 | - Tổng Bí thư Ban Chấp hành Trung ương Đảng - Bí thư Đảng ủy Công an Trung ương     |                                                                                                 |
| 5  |                    | Họ tên      | Lương Tam Quang | - Bộ trưởng Bộ Công an                                                 | - Bí thư Đảng ủy Công an Trung ương                                                 |                                                                                                 |
| 5  | Quê quán           | Hưng Yên    |                 | - Bộ trưởng Bộ Công an                                                 | - Bí thư Đảng ủy Công an Trung ương                                                 |                                                                                                 |
| 5  | Năm sinh - Năm mất | 1965 -      |                 | - Bộ trưởng Bộ Công an                                                 | - Bí thư Đảng ủy Công an Trung ương                                                 |                                                                                                 |
| 5  | Năm thụ phong      | 2024        |                 | - Bộ trưởng Bộ Công an                                                 | - Bí thư Đảng ủy Công an Trung ương                                                 |                                                                                                 |